# .hk
.hk是香港特別行政區的國家及地區頂級域（ccTLD）所屬域名，1990年1月3日於互聯網號碼分配局（IANA）登記在案。.hk現在由香港互聯網註冊管理有限公司（HKIRC）負責行政及編配工作，及其全資附屬機構香港域名註冊有限公司（HKDNR）負責註冊及管理工作。
據香港互聯網註冊管理有限公司的資料，截至2011年2月1日，總.hk域名登記數目約為20.1萬個；其中中文域名總註冊數量約為1.2萬個。

## 歷史
由大學教育資助委員會所資助的八間香港專上院校的電腦中心成立的大學聯合電腦中心於1990年把.hk成功登記為香港的地區頂級域名（ccTLD），一直透過香港網絡資訊中心（HKNIC）以有限度資源共同管理及營運。香港中文大學電腦中心負責技術支援，香港大學統籌收費，帳目則交由香港理工大學看管，這反映了香港的互聯網在發展早期，使用者多為學術界人士。
部份資訊科技界及市民一直認為.hk域名增長不足，至2000年4月為止，.hk註冊域名約3.7萬。過往香港互聯網註冊管理有限公司（HKIRC）規定每間機構只能登記一個域名、並劃一次過收取200元費用，並無另外收取年費或續期費用，亦沒開放給個人申請域名等，結果.hk營運資金不足，問題在於無有效地推廣及管理。但大學聯合電腦中心在管理香港互聯網域名方面的先導工作，得到各界肯定。不過，隨著香港互聯網及電子貿易迅速發展，有意見認為應提高香港域名登記制度的靈活性，以推動本地互聯網及電子貿易的發展 。
早在1999年年底已醞釀改革建議，部份資訊科技界及市民期望改變.hk域名舊有的嚴鎖政策，拉近.com.hk與.com的距離，但過程相當緩慢。2000年6月，港府發出諮詢文件，建議成立一個非牟利獨立機構，以接管大學聯合電腦中心（JUCC）轄下的香港網絡資訊中心（HKNIC）工作，期間要向立法會匯報、到公眾諮詢2000年7月始完成諮詢工作，大學聯合電腦中心獲香港特別行政區政府撥款410萬港元成立新機構。在會員制的決策及行政機構成立前，香港網絡資訊中心於2001年6月1日移交至新機構——香港域名註冊有限公司（HKDNR），作過渡安排及推行早期的新的域名登記政策及服務，負責註冊及編配以.hk結尾的互聯網域名。直至2002年4月22日，在新架構下，香港互聯網註冊管理有限公司（HKIRC）正式投入運作，負責域名的行政及編配工作、接管的香港域名註冊有限公司（HKDNR）則負責註冊及管理服務，由來自不同界別代表出任董事局成員。為確認大學聯合電腦中心在管理.hk域名方面的貢獻，HKIRC承諾所賺得的純利中向大學聯合電腦中心撥出1000萬元作為前期開支。
2001年6月1日正式實施的改革中，在新協議下由原來的200元永久收費，改為200元的年費模式，打破.hk域名啟用以來每間機構只能申請一個的規定，域名可自由轉讓，並引入仲裁機制。凡有域名糾紛，用戶必須接受香港國際仲裁中心的裁決。該月首8日內，.hk域名隨即增長2,120個，而按月份計為歷年之冠。2003年2月19日HKIRC宣佈個人化域名.idv.hk面世。到了2007年3月8日，HKIRC正式推出.hk中文域名（國際化域名），在優先註冊期內共有超過6,862個申請。

## 域名結構
在2004年前，香港机构和居民只能申請.hk三層域名。在2004年5月31日起，.hk二層域名已開放接受全球申請。
| 英文域名 | 中文域名 | 中文域名   | 申請資格 |
| -------- | -------- | ---------- | --- |
| .hk      | .hk      | .香港      | （无限制）                                                                                                   |
| .com.hk  | .公司.hk | .公司.香港 | 香港登記的商業機構，申請機構需具備香港商業登記證                                                             |
| .org.hk  | .組織.hk | .組織.香港 | 香港登記或認可的非牟利團體，例如經香港警方註冊之社團、經稅務局認可之慈善機構、經立法或註冊而成立的法人團體等 |
| .net.hk  | .網絡.hk | .網絡.香港 | 持有電訊管理局專責管理網絡建設及服務相關牌照之機構                                                           |
| .edu.hk  | .教育.hk | .教育.香港 | 教育局註冊之學校，各大專院校及其他認可的教育學院                                                             |
| .gov.hk  | .政府.hk | .政府.香港 | 香港特別行政區政府部門                                                                                       |
| .idv.hk  | .個人.hk | .個人.香港 | 香港特別行政區居民                                                                                           |

中文域名必须包含至少一个中文字符，但也可以包含英文字母。相反，英文域名不能包含任何中文字符。自2011年1月中旬起，以.hk为后缀的中文域名（以“.香港”为后缀的域名除外）已无法注册。已注册的此类域名仍可使用和续订。

## 中文域名
2010年6月25日，ICANN通過了國際化國家及地區頂級域 .香港（IDNA編碼：.xn--j6w193g），並交由HKIRC管理。優先註冊期於2011年2月22日展開，所有.hk中文域名擁有人會優先獲得相應的 .香港 中文域名；而符合資格的.hk英文域名擁有人亦可優先免費申請 .香港 中文域名。優先註冊期完結後，首輪 .香港 域名於2011年3月23日啟用。2011年3月24日，HKIRC舉行 .香港 域名啟動儀式，並宣佈優先註冊期內共啟動了約2萬個全中文 .香港 域名。
.香港 域名於2011年5月31日正式開放予所有公眾人士登記。

## 統計資料
- 域名註冊統計
- 域名運作統計（页面存档备份，存于）
- 資料科技統計 - DNS & WHOIS（页面存档备份，存于）

## 外部連結
- 香港互聯網註冊管理有限公司（页面存档备份，存于）
- 香港域名註冊有限公司（页面存档备份，存于）
- IANA組織有關.hk域名的Root-zone whois資料（页面存档备份，存于）
- 大學聯合電腦中心（页面存档备份，存于）
- 香港網絡資訊中心（页面存档备份，存于）